# 마이크로소프트 밥

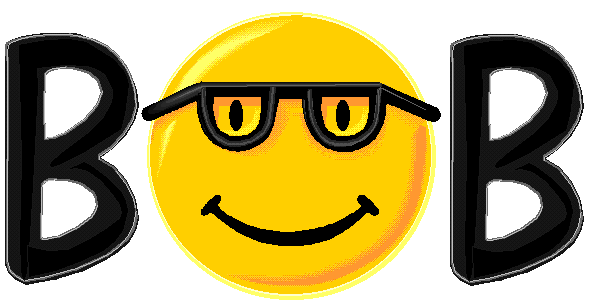

마이크로소프트 밥(Microsoft Bob)은 1995년 3월 11일 출시된 마이크로소프트 소프트웨어 제품이었으며 1996년 초에 개발이 중단되었다. 이 프로그램은 윈도우 프로그램 관리자를 보충하면서 윈도우 3.1x, 윈도우 95, 윈도우 NT 운영 체제를 위한 더 사용자 친화적인 인터페이스를 제공할 목적으로 개발되었다. 마이크로소프트 밥은 사용자가 컴퓨터의 응용 프로그램과 일치하는 친근한 물체에 다가갈 수 있도록 집과 방을 보여주는 화면을 표시하였는데, 이를테면 펜과 종이가 있는 책상, 체크북 등의 물건이 있다. 이 경우 펜과 종이를 클릭하면 워드 프로세서를 여는 식이었다.
로버(Rover)라는 이름의 카툰 독과 다른 카툰 캐릭터들은 말풍선을 사용하여 안내를 제공하였다.
마이크로소프트 밥은 언론에서 상당한 비평을 받았고 사용자에게 널리 받아들여지지 못했으며 오래 살아남지도 못하고 성공적인 제품 또한 아니었다.

## 기원
마이크로소프트 밥은 1995년 3월(윈도우 95 출시 전)에 출시되었다. 프밥의 프로젝트 리더는 마이크로소프트의 연구원 카렌 프라이즈(Karen Fries)였다. 디자인은 스탠퍼드 대학교의 교수 Clifford Nass와 브라이언 리브스(Byron Reeves)의 연구에 기반을 두었다.

## 밥의 친구들
밥의 친구들은 사용자가 집을 탐험하는 것을 도와주는 보조자들이다.
| - Baudelaire - Blythe - Chaos - Chaz - The Dot - Hopper | - Java - Lucy - Orby - Rover - Ruby - Scuzz | - Shelly - Will - Digger - Speaker - Invisible |

## 게이트웨이 2000 에디션
마이크로소프트 밥의 에디션이 1995년 즈음 게이트웨이 2000 컴퓨터에 포함되었다. 게이트웨이 에디션은 로그인 화면에 게이트웨이 브랜드가 포함되었고 여기에 리테일 버전에 보이지 않는 추가적인 방들과 배경들도 있었다. 추가된 방 하나는 다락방이었는데, 게이트웨이 2000 컴퓨터로 향하는 상자가 포함되었다. 추가 방들과 함께 새로운 방들에서 등장하는 더 많은 아이콘들이 기본적으로 있었다.

## 반응과 유산
밥은 마이크로소프트의 눈에 띄는 제품 실패작들 가운데 하나였다. 윈도우 95가 출시되기 전에 개발이 중단되었음에도 불구하고, 마이크로소프트 밥은 리뷰 및 대중 미디어에서 지속적으로 극심한 비평을 받았다.
밥은 PC 월드지의 역대 25가지 최악의 기술 제품 목록에서 7위를 차지하였으며 CNET.com에서는 10년 중 최악의 제품으로 1위에 올랐으며, 타임지가 출판한 50가지 최악의 발명품 목록에 등장하였고 밥을 "과도하게 깜찍을 떤다"고 부르면서 "클리피 주위로 운영 체제가 설계되었다"고 이야기하였다. 마이크로소프트의 스티브 발머는 밥을 계속하지 않고 멈추기로 결정했다는 상황의 예로 언급하였다.
마이크로소프트의 직원 레이먼드 첸(Raymond Chen)은 암호화된 밥의 사본이 윈도우 XP 설치 CD에 포함되어 공간을 차지하였다고 글을 남겼다. 기술 기자 Harry McCracken은 이 이야기를 "기분좋은 도시 전설-y 이야기"로 빗대면서 밥이 윈도우 비스타에 숨어있다는 만우절 농담과의 유사성을 지적하였다.
소프트웨어의 개 마스코트인 로버(Rover)는 XP의 파일 검색 기능에 다시 등장하였다.
Comic Sans라는 글꼴은 마이크로소프트 밥 때문에 만들어졌으나 실제로 사용되지는 않았으며 오늘날에도 대중적인 글꼴로 자리잡혀 있다.

## 같이 보기
- 스큐어모피즘
- 마이크로소프트 코타나